# (4470) Sergeev-Censkij
(4470) Sergeev-Censkij (1978 QP1) – planetoida z pasa głównego asteroid okrążająca Słońce w ciągu 5,56 lat w średniej odległości 3,14 j.a. Odkryta 31 sierpnia 1978 roku.